# Vladyslav Kalytvyncev
Vladyslav Jurijovyč Kalytvyncev (in ucraino Владислав Юрійович Калитвинцев?; traslitterazione anglosassone: Vladyslav Yuriyovych Kalytvyntsev; Mosca, 4 gennaio 1993) è un calciatore ucraino, centrocampista del Metalist 1925.

## Biografia
È figlio di Jurij Kalytvyncev, ex-calciatore ucraino e attualmente allenatore.

## Caratteristiche tecniche
È un trequartista.

## Carriera
Ha fatto il suo debutto in una partita della Dynamo Kyiv contro il FC Metalurh Zaporižžja il 9 maggio 2010. Avendo 17 anni e 4 mesi di età alla sua prima apparizione, è il più giovane giocatore ad aver mai giocato nella Dinamo Kiev nella Prem"jer-liha, prima divisione ucraina. Ha fatto un assist durante la sua prima apparizione.
Gioca anche per diverse squadre giovanili nazionali ucraine.

## Palmarès

### Club
- Campionato ucraino: 1

Dinamo Kiev: 2014-2015
- Coppa d'Ucraina: 1

Dinamo Kiev: 2014-2015

### Nazionale
- Coppa della CSI: 1

2014